# Daniela Ledecká
Daniela Ledecká (* 4. November 1996) ist eine slowakische Hürdenläuferin, die sich auf den 400-Meter-Hürdenlauf spezialisiert hat.

## Sportliche Laufbahn
Erste internationale Erfahrungen sammelte Daniela Ledecká 2013 bei den Jugendweltmeisterschaften in Donezk, bei denen sie im 400-Meter-Lauf mit 56,32 s in der ersten Runde ausschied und sich auch mit der slowakischen Sprintstaffel (1000 Meter) nicht für das Finale qualifizieren konnte. Im Jahr darauf nahm sie im Hürdenlauf an den Juniorenweltmeisterschaften in Eugene teil, schied dort aber mit 60,75 s im Vorlauf aus. 2015 erreichte sie bei den Junioreneuropameisterschaften in Eskilstuna das Halbfinale, in dem sie mit 61,60 s ausschied. 2017 nahm sie erstmals an der Sommer-Universiade in Taipeh teil, schied aber dort mit 59,69 s in der ersten Runde aus. Zuvor wurde sie bei den U23-Europameisterschaften in Bydgoszcz im Vorlauf disqualifiziert. Im Jahr darauf qualifizierte sie sich für die Europameisterschaften in Berlin, bei denen sie mit 57,81 s in der ersten Runde ausschied. Zudem erreichte sie mit der slowakischen 4-mal-400-Meter-Staffel in 3:32,22 min Rang acht. 2019 belegte sie bei den Europaspielen in Minsk in 3:20,43 min den neunten Platz in der gemischten Staffel und anschließend wurde sie bei den Studentenweltspielen in Neapel in 57,07 s Fünfte im Hürdenlauf. Zudem stellte sie im Juni in Šamorín mit 56,79 s einen neuen Landesrekord über 400 m Hürden auf, der bis ins darauffolgende Jahr Bestand hatte. Bei den World Athletics Relays 2021 im polnischen Chorzów belegte sie in 3:54,01 min gemeinsam mit Patrik Dömötör den sechsten Platz in der 2 × 2 × 400 m Staffel. Im Jahr darauf siegte sie in 56,36 s beim Venizelia und startete im Juli bei den Weltmeisterschaften in Eugene und kam dort im Vorlauf nicht ins Ziel. Anschließend schied sie bei den Europameisterschaften in München mit 57,08 s im Halbfinale aus. 
2023 wurde sie bei der 2. Liga der Team-Europameisterschaft im Rahmen der Europaspiele in Chorzów in 57,83 s Vierte über 400 m Hürden und im August belegte sie bei den World University Games in Chengdu in 56,71 s den vierten Platz. Im Jahr darauf schied sie bei den Europameisterschaften in Rom mit 55,83 s im Semifinale aus und 2025 kam sie bei den Hallenweltmeisterschaften in Nanjing mit 53,39 s in der Vorrunde über 400 Meter aus.
In den Jahren von 2017 bis 2019 sowie 2022 und 2024 wurde Ledecká slowakische Meisterin im 400-Meter-Hürdenlauf sowie 2017 Hallenmeisterin in der 4-mal-200- und 4-mal-400-Meter-Staffel. 2018 wurde sie erneut Hallenmeisterin in der 4-mal-400-Meter-Staffel sowie 2020 in der 4-mal-200-Meter-Staffel und 2025 über 400 Meter.

## Persönliche Bestleistungen
- 400 Meter: 52,64 s, 3. August 2024 in Graz
  - 400 Meter (Halle): 52,71 s, 20. Februar 2025 in Ostrava
- 400 m Hürden: 55,83 s, 10. Juni 2024 in Rom